# Aydat
Aydat is een gemeente in het Franse departement Puy-de-Dôme (regio Auvergne-Rhône-Alpes). De plaats maakt deel uit van het arrondissement Clermont-Ferrand en is vooral bekend door een groot natuurlijk meer dat op het grondgebied ligt, het Lac d'Aydat. Aydat telde op 1 januari 2022 2.548 inwoners.

## Geografie
De oppervlakte van Aydat bedroeg op 1 januari 2022 50,22 vierkante kilometer; de bevolkingsdichtheid was toen 50,7 inwoners per km².

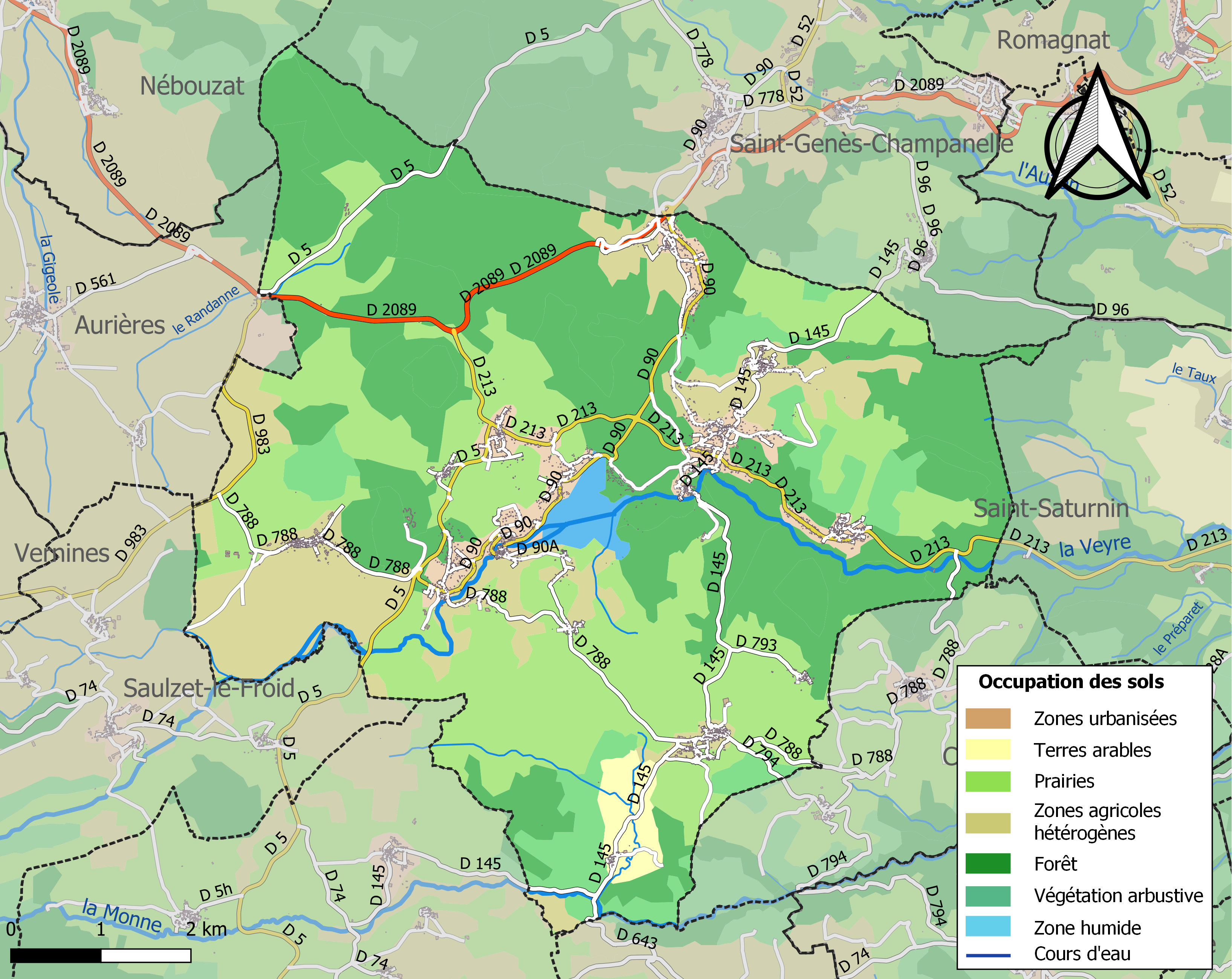
Kaart van de gemeente met belangrijkste infrastructuur, bodemgebruik en omliggende gemeenten

## Demografie
Onderstaande figuur toont het verloop van het inwonertal (bron: INSEE-tellingen).